# Камарес
Камаре́с (фр. Camarès, окс. Lo Pont de Camarés) — коммуна во Франции, находится в регионе Окситания. Департамент — Аверон. Административный центр кантона Камарес. Округ коммуны — Мийо.
Код INSEE коммуны — 12044.
Коммуна расположена приблизительно в 570 км к югу от Парижа, в 120 км восточнее Тулузы, в 65 км к юго-востоку от Родеза.

## Население
Население коммуны на 2008 год составляло 975 человек.
| 1962 | 1968 | 1975 | 1982 | 1990 | 1999 | 2008 |
| ---- | ---- | ---- | ---- | ---- | ---- | ---- |
| 1288 | 1253 | 1212 | 1258 | 1127 | 1008 | 975  |

## Экономика
Основу экономики составляет сельское хозяйство, в том числе разведение овец, из молока которых производят сыр рокфор.
В 2007 году среди 589 человек в трудоспособном возрасте (15—64 лет) 414 были экономически активными, 175 — неактивными (показатель активности — 70,3 %, в 1999 году было 69,9 %). Из 414 активных работали 387 человек (213 мужчин и 174 женщины), безработных было 27 (13 мужчин и 14 женщин). Среди 175 неактивных 47 человек были учениками или студентами, 69 — пенсионерами, 59 были неактивными по другим причинам.

## Фотогалерея
- Камарес
- Мэрия
- Церковь
- Мост